# نو³ سگ بزرگ
نو³ سگ بزرگ یک ستاره است که در صورت فلکی سگ بزرگ قرار دارد.